# Ayllu
Ayllu (iz kečuanskog 'zajednica s istim poslom') hrvatski je glazbeni sastav koji svira autohtonu narodnu glazbu andskog područja na tradicionalnim instrumentima Bolivije, Ekvadora i Perua. Sastav je osnovan 1978. godine kao skup hrvatsko-bolivijanskih studenata iz Zagreba.
Nastupaju na raznim prigodama u Hrvatskoj i inozemstvu, a održali su deset koncerata, uključujući i neke u Koncertnoj dvorani Vatroslava Lisinskog. Snimili su ukupno sedam albuma.